# Шукуупское царство
Царство Шукууп  — одно из государств древних майя, существовавшее в V—IX веках на территории современной юго-восточной Гватемалы и северо-западного Гондураса. Его столицей было городище Копан, в древности называвшееся Хушвитик или Хушвинтик.
Шукууп был основан в 426 году К’инич-Йаш-К’ук'-Мо', который, предположительно, был выходцем из Караколя.
В начале VIII века, в период своего расцвета, это царство наряду с Мутулем, Канулем и Баакулем было одним из сильнейших майяских государств классического периода и претендовало на гегемонию во всех южных землях майя. Конец его могуществу был положен царством Цу', которое разгромило Шукууп в 738 году. И хотя Шукууп смог сохранить независимость и со временем даже начал возрождаться, ему так и не удалось в полной мере оправиться от этого поражения.
Царство исчезло в IX веке по неизвестным причинам. В это же время произошёл коллапс всех прочих царств майя.
Шукууп оставил очень богатое культурное наследие: образцы его архитектуры и скульптуры считаются одними из лучших памятников цивилизации майя, а руины его столицы, Копана, в 1980 году были включены в список Всемирного наследия ЮНЕСКО.

## Местоположение

Карта крупнейших доколумбовых городищ южной части Мезоамерики. Виден бассейн реки Мотагуа, а также находящиеся в нём залежи нефрита

Ядром царства являлась горная долина реки Копан, притока Мотагуа. Это вытянутая с запада на восток долина с очень плодородной почвой, длиной 13 км, шириной 2,5 км, площадью около 30 км², обрамлённая крутыми горными вершинами, местами достигающими высоты в 900 метров. Со временем власть царей Шукуупа распространилась далеко за её пределы, на соседние горные долины северо-западного Гондураса и юго-восточной Гватемалы.
Территория этого царства располагалась на крайнем юго-востоке земель майя. Тем не менее, оно поддерживало связи с другими царствами, такими как Мутуль (Тикаль), Баакуль (Паленке) и К’анту (Караколь), а также правителями горных областей современной Гватемалы.

## Население
Из-за того, что Шукууп располагался на самой окраине земель майя, состав его населения был более разнообразным, чем в других царствах. Помимо собственно майя, говоривших на языке, близкому к чольти, на территории царства проживали представители таких мезоамериканских народов, как ленка, хикаке, пайя и др. При этом уровень развития этих народностей был ниже, чем у майя.
Шукуупская знать, как и знать всех прочих царств майя, использовала для речи и письма особый язык — иероглифический майя.

## История

### Предыстория и додинастический период
Предки майя поселились на территории Копана, будущей столицы царства, ещё в первых веках до нашей эры, а уже на рубеже нашей эры там возникло сравнительно крупное поселение.
Самая ранняя дата, обнаруженная в Копане, высечена на Алтаре I и соответствует 14 октября 321 года до н. э. По отношению к ней не упоминается какое-либо имя или событие, словно читатель сам должен был знать её значение. Тем не менее, она является слишком древней для того, чтобы быть частью реальной истории Шукуупа, и, вероятно, имела какое-то мифологическое значение.
Сразу два поздних монумента из Копана, Стелы I и IV, упоминают о праздновании окончания катуна (двадцатилетнего цикла) 18 декабря 159 года. В надписях говорится, что в честь этого события некий К’инич-Йахав-Хуун совершил обряд в «Холмах Агавы». Надпись на Стеле I продолжается датой 13 июля 160 года, которая наступила всего через 208 дней после празднований окончания катуна. Следующий блок текста полностью стёрся, но дальше сохранился иероглиф-эмблема Шукуупа. Некоторые учёные, такие как Дэвид Стюарт и Линда Шиле, высказали предположение, что на этой стеле зафиксирована официальная дата основания царства. Позднее Стюарт предположил, что 208 дней, разделяющие даты на Стеле I, понадобились К’инич-Йахав-Хууну для того, чтобы после завершения празднований прибыть из «Холмов Агавы» в Шукууп и стать его правителем. Тем не менее, всё это является только предположениями.
Кроме того, на Стеле 15, обнаруженной в Копане, говорится о празднованиях в честь окончания катуна 25 марта 416 года. Это событие всего лишь на десять лет предшествовало установлению шукуупской правящей династии. Сама же стела была установлена в 524 году, в начале правления Б’алам-Нена, седьмого правителя Шукуупа. Текст на ней, помимо всего прочего, содержит перечень дат окончания нескольких предыдущих катунов. Это указывает на регулярность данного ритуала, восходящего ещё к додинастическим временам.

### Становление правящей династии и ранняя история

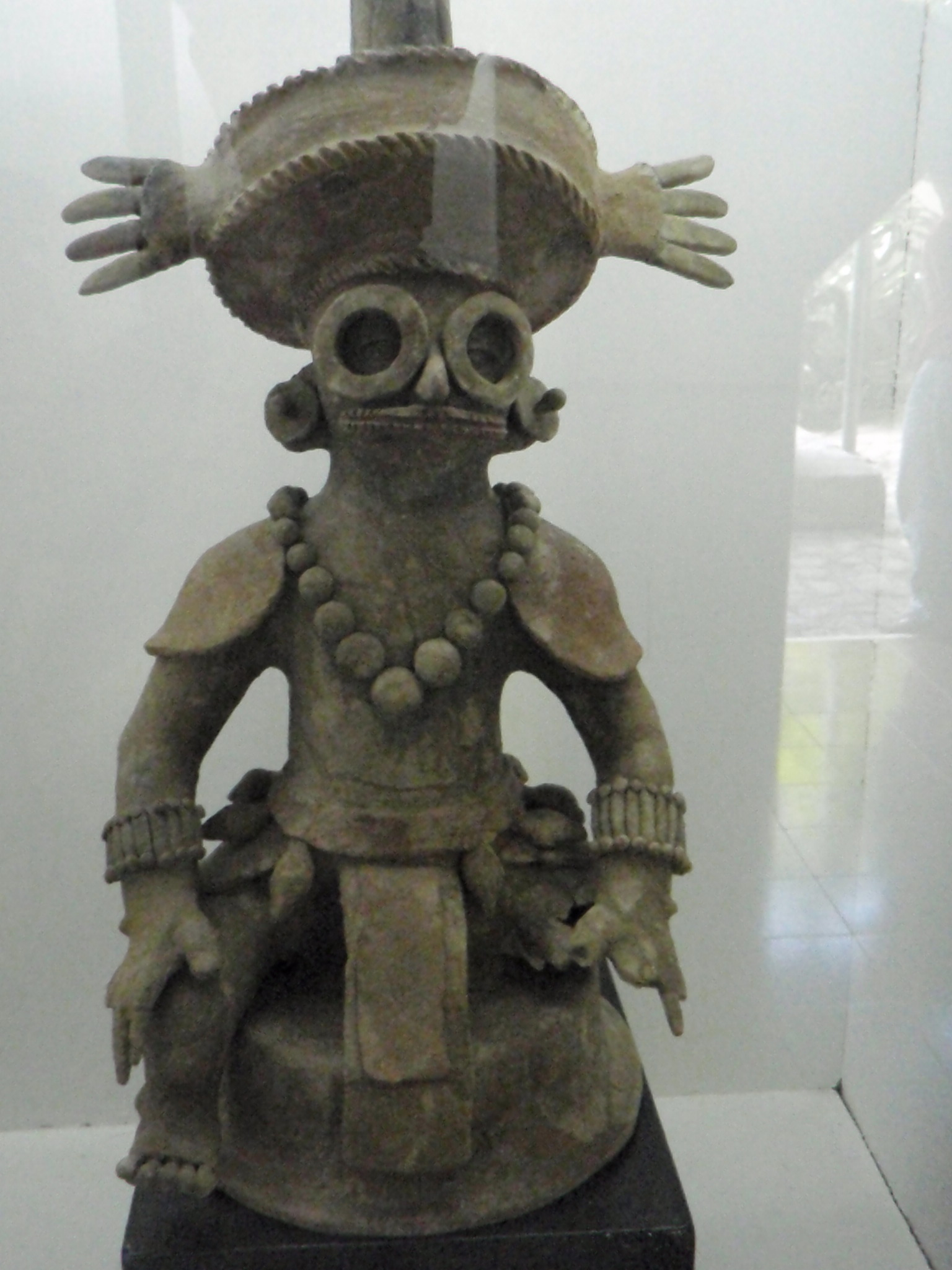
Курильница для благовоний, изготовленная в VII веке, обнаруженная в Копане и изображающая К’инич-Йаш-К’ук'-Мо' — первого правителя и основателя правящей династии царства Шуукуп

Традиционно началом истории царства Шукууп считается воцарение К’инич-Йаш-К’ук'-Мо' — первого достоверно известного правителя Шукуупа и основателя местной правящей династии. Согласно надписям, высеченным на Алтаре Q в Копане, этот правитель взошёл на престол 6 сентября 426 года. При этом его коронация («взятие К’авииля») проходила в Витенаахе, которая многими исследователями отождествляется с Теотиуаканом. Далее сообщается, что 9 сентября он отправился в Копан и прибыл туда 9 февраля 427 года. В связи с этим предполагается, что перед воцарением К’инич-Йаш-К’ук'-Мо' решил заручиться поддержкой Теотиуакана, который в 378 году вторгся в земли майя и на некоторое время установил там свои порядки.
Происхождение К’инич-Йаш-К’ук'-Мо' не установлено. Долгое время считалось, что он был выходцем из Теотиуакана, потому что на поздних монументах он часто изображался в образе теотиуаканского воина. Однако затем исследователь Дэвид Стюарт обратил внимание на то, что на более раннем рельефе он изображён в традиционных майяских одеяниях, а его имя имеет явное майяское происхождение. Позднее Стюарт обнаружил, что на Стеле 63 из Копана этот правитель назван «Владыкой Хушвицы» (так в древности назывался Караколь). В связи с этим было выдвинуто предположение, что К’инич-Йаш-К’ук'-Мо' происходил из Караколя. Это в некоторой степени подтверждается результатами исследования останков, предположительно принадлежащих этому правителю, согласно которым он родился в Петене. Кроме того, известно, что К’инич-Йаш-К’ук'-Мо' приходился родственником правителям Мутуля — могущественного царства со столицей в Тикале.
В начале своей истории Шукууп находился в зависимости от царства Мутуль.
О дальнейшем правлении К’инич-Йаш-К’ук'-Мо' почти ничего неизвестно. Однако есть сведения, что уже тогда вассалом Шукуупа было соседнее царство Цу' со столицей в Киригуа. 9 сентября 426 года, в день своего отбытия из Теотиуакана, К’инич-Йаш-К’ук'-Мо' руководил коронацией Ток-Чича, первого известного правителя Цу'. Также известно, что новый правитель возвёл в Копане две пирамиды. При этом одна из них («Хуналь») была выполнена в теотиуаканском стиле, а другая («Йаш») в майяском. Дата смерти К’инич-Йаш-К’ук'-Мо' неизвестна.
После смерти К’инич-Йаш-К’ук'-Мо' правителем Шукуупа стал его сын К’инич-…, известный также как «Правитель 2». Его правление ознаменовалось масштабным строительством в столице царства: были возведены стадион для игры в мяч, платформы Мотмот и Маргарита (в недрах которой было обнаружено необычайно богатое захоронение, принадлежавшее, вероятно, супруге правителя), а также несколько стел. Кроме того, он всячески способствовал укреплению культа своего отца, просуществовавшего в результате до самой гибели царства.
Следующие четыре правителя — Йа…-Чан (другой вариант прочтения: К’ак'-…-Ахав), Туун-Каб'-Хиш, Йух-? и Муйаль(?)-Холь — известны в основном по царскому списку «Алтаря Q», и об их правлении нет практически никаких сведений.
Седьмой правитель Шукуупа, Б’алам-Не’н, взошёл на престол 6 августа 524 года. При нём в Копане была установлена Стела 15. Известно, что более поздние цари относились к этому правителю с большим уважением.
24 ноября 532 года воцарился преемник Б’алам-Не’на, Ви'-Йо’ль-К’инич. Этот правитель продолжил застройку и расширение центра Копана. Самым известным его сооружением стал храм Розалила, посвящённый основателю династии К’инич-Йаш-К’ук'-Мо' и возведённый прямо над его предполагаемым захоронением.
Следующий правитель Шукуупа, Сак-Лу', взошёл на престол 30 декабря 551 года. Кроме даты воцарения, о нём ничего неизвестно.
Уже через полтора года, 26 мая 553 года, новым царём Шукуупа стал Ци'-Б’алам. Этот правитель установил в Копане Стелу 9, на которой он назван сыном Б’алам-Не’на. В связи с этим предполагается, что Ви'-Йо’ль-К’инич, Сак-Лу' и Ци'-Б’алам на самом деле были братьями. Надписи с копанской Иероглифической лестницы сообщают, что этот правитель умер 26 октября 578 года.
19 ноября 578 года состоялась коронация одиннадцатого правителя Шукуупа, К’ак'-Ути'-Чана (другой вариант прочтения: К’ак'-…в-Чан-Йо’паат). В его правление было установлено несколько стел, причём надписи на одной из них дают основания предполагать, что правитель находящегося недалеко от Копана поселения Лос-Игос был вассалом Шукуупа.

### Расцвет и упадок

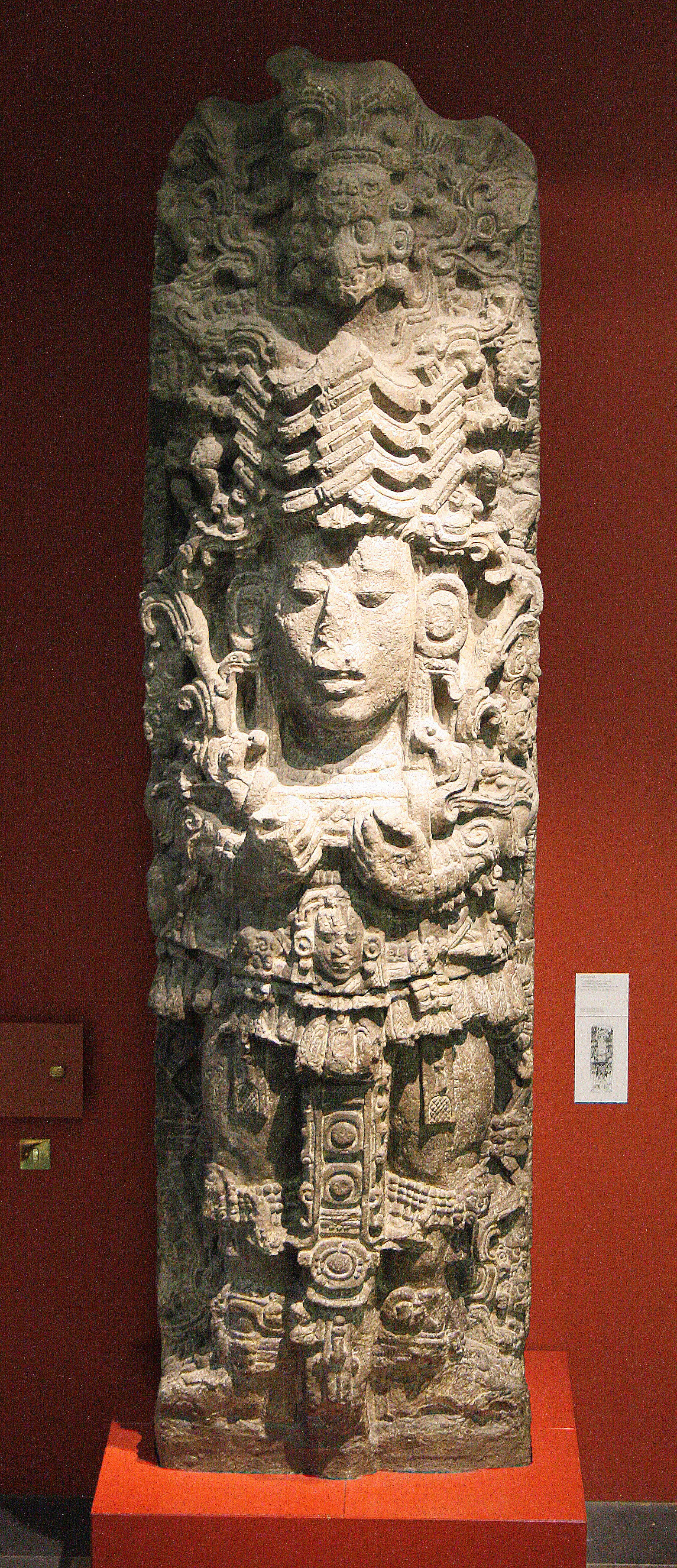
Стела A из Копана, надписи на которой объявляют Шукууп гегемоном южных земель майя. Британский музей, Лондон

Новый этап в истории Шукуупа связывается с правлением К’ак'-Ути'-Виц'-К’авииля. За своё правление он установил множество стел, из которых особо выделяется целый ряд «великих камней», установленных в честь окончания катуна 14 октября 652 года. Причём, в отличие от предыдущих правителей, К’ак'-Ути'-Виц'-К’авииль разместил свои стелы не только на главной площади Копана, но и по всей долине. Некоторые исследователи, такие как Саймон Мартин и Николай Грубе, высказали предположение, что таким образом новый правитель пытался укрепить свою власть над всей долиной, которая могла пошатнуться в начале его царствования.
В это же время Шукуупу удалось, наконец, вырваться из зависимости от Мутуля, сохранив с ним, однако, военный союз.
Кроме того, политическое и культурное влияние Шукуупа продолжало расти и дотянулось до белизских городищ Пусильха и Ним-Ли-Пунит. Так, среди правителей Пусильхи встречаются тезки шукуупских царей К’ак'-Ути'-Чан и К’ак'-Ути'-Виц'-К’авииль, а правители Ним-Ли-Пунит носили необычный головной убор, который, помимо этого города встречается только на монументах Копана.
В царском списке Алтаря Q этот правитель особо выделен из всех прочих и уважительно назван «владыкой пяти катунов», то есть человеком, прожившим около ста лет.
Следующий правитель Шукуупа, Вашаклахуун-Уб’аах-К’авииль, взошёл на престол 9 июля 695 года. 
Правление Вашаклахуун-Уб’аах-К’авииля отметилось возведением множества построек в столице царства. Были сооружены Храм 16, Храм 20, Храм 21, Храм 22 (посвящённый двадцатилетию со дня коронации этого правителя), окончательная версия местного стадиона для игры в мяч, а также святилище Эсмеральда, украшенное большой Иероглифической лестницей, излагающей историю Шукуупа. При Вашаклахуун-Уб’аах-К’авииле резко изменился стиль в монументальной скульптуре. Его стелы, установленные после 710 года (а именно Стелы C, F, 4, H, A, B и D), отличаются пластичностью и раскованностью форм, что было не характерно для искусства других царств майя.
В это время очень сильно укрепилось политическое влияние Шукуупа. Возникла новая концепция мироустройства, согласно которой существуют четыре майяских «великих царства» по сторонам света, которые управляют своими частями мира. В надписях со Стелы А в Копане говорится следующее:

«Они суть четыре древа неба, четыре Миина неба, четыре угла неба, четыре копыта неба — священный царь Шукуупа, священный царь Муталя, священный царь Каналя, священный царь Баакаля — … зеркало небес, зеркало земли, (они суть) восток, запад, юг и север, они суть открывающие портал, закрывающие портал…»
После этого правители Шукуупа стали именоваться нохоль кало’мте («южный повелитель»).
У Шукуупа испортились отношения со своим давним вассалом — царством Цу’ со столицей в Киригуа. В то же время правитель Цу’, К’ак'-Тилив-Чан-Йо’паат, наладил дружественные отношения с правителем Кануля (со столицей в Калакмуле) Вамаав-К’авиилем. Противостояние Шукуупа и Цу’ всё обострялось и, наконец, в апреле 738 года вылилось в войну. Вероятно, генеральное сражение произошло 27 апреля 738 года, и закончилось оно сокрушительным поражением Шукуупа. В результате 3 мая 738 года царь Шукуупа Вашаклахуун-Уб’аах-К’авииль был казнён по указу правителя Цу' К’ак'-Тилив-Чан-Йо’паата.

### Возрождение и окончательный крах
11 июня 738 года, вскоре после казни Вашаклахуун-Уб’аах-К’авииля, был коронован новый правитель Шукуупа К’ак'-Хоплах-Чан-К’авииль. Несмотря на то, что местной правящей династии удалось удержаться у власти, поражение в войне с царством Цу’ нанесло сильнейший удар по могуществу Шукуупа. На следующие семнадцать лет в Копане полностью прекратилось монументальное строительство, а само ослабленное царство на время впало в зависимость от Цу', своего бывшего вассала.
18 февраля 749 года, через четырнадцать дней после смерти К’ак'-Хоплах-Чан-К’авииля, трон Шукуупа перешёл к его сыну К’ак'-Йипйах-Чан-К’авиилю. В начале его правления по-прежнему продолжался упадок царства, даже окончание катуна 9 мая 751 года, по всей видимости, не было подобающе отпраздновано. Но со временем этому правителю удалось частично преодолеть последствия послевоенного кризиса, и в столице царства вновь началось монументальное строительство.

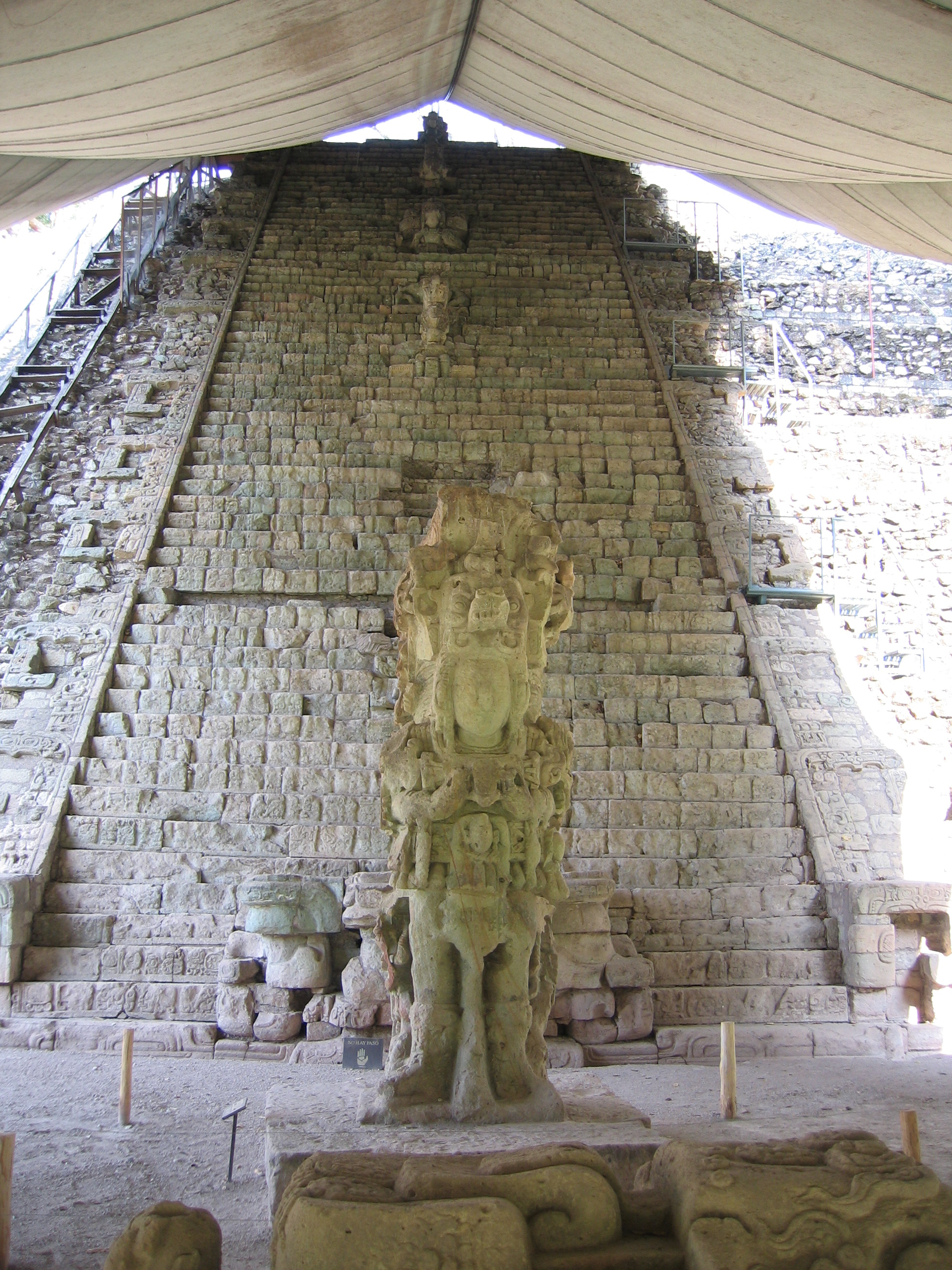
Иероглифическая лестница в Копане, излагающая историю Шукуупа

 При нём копанская Иероглифическая лестница стала включать в себя 72 ступени и более 2200 знаков, став самым большим известным иероглифическим текстом майя. Чуть позже у её основания была установлена Стела M. Обновление этой лестницы было важным символичным шагом. Этот монумент связывал времена правления нового царя с эпохой расцвета Шукуупа, а также показывал преемственность и возрождение царства.
В декоре Храма 26 всячески подчёркивалась связь между правящей династией Шукуупа и Теотиуаканом.
2 июля 763 года правителем Шукуупа стал Йаш-Пасах-Чан-Йо’паат. То, как именно он пришёл к власти, неизвестно. Его отец Миик'(?)-Чаак(?)-Б’акаб' никогда не занимал престол и известен только по одной надписи из «Храма 22-а». При этом на монументах неоднократно упоминается мать нового правителя, баакульская царевна Иш-Чак-Б’оок(?)-Йе'-Шоок, ведь именно благодаря ей Йаш-Пасах-Чан-Йо’паат мог претендовать на царское происхождение. Некоторые исследователи, такие как Саймон Мартин и Николай Грюбе, выдвинули предположение, что этот правитель взошёл на трон, будучи ещё девятилетним ребенком. Все это явно указывает на нарушение преемственности шукуупской правящей династии по мужской линии.
При нём над погребением К’ак'-Йипйах-Чан-К’авииля был возведён Храм 11. При этом на каменной платформе-ступени перед входом в храм была изображена сцена, посвящённая восшествию на престол Йаш-Пасах-Чан-Йо’паата: правитель получал царские регалии от самого К’инич-Йаш-К’ук'-Мо' в присутствии остальных четырнадцати предыдущих царей Шукуупа и четырёх богов-покровителей династии.
Около 776 года Йаш-Пасах-Чан-Йо’паат завершил строительство окончательной версии Храма 16, воздвигнутого над гробницей К’инич-Йаш-К’ук'-Мо'. У основания же храма был помещён Алтарь Q с изображениями и именами всех царей Шукуупа — один из важнейших источников по истории этого царства.
Важной особенностью правления Йаш-Пасах-Чан-Йо’паата было серьёзное усиление местной знати, произошедшее примерно в 770—780-х годах. Самые значительные её представители воздвигали алтари и даже сооружали для себя дворцы.
В надписях на Сооружении 1B-1 в Киригуа сообщается, что 28 июня 810 года царь Йаш-Пасах-Чан-Йо’паат вместе с правителем Цу' К’ак'-Холов-Чан-Йо’паатом отпраздновал окончание катуна и вместе с ним совершил некий обряд разбрасывания курений. Это свидетельствует о восстановлении отношений между двумя царствами, совсем недавно враждовавшими друг с другом. Возможно, это связано с появлением у них какого-то общего врага.
Последним монументом Йаш-Пасах-Чан-Йо’паата был Храм 18, в котором он и был в результате похоронен. Его строительство было завершено 12 августа 801 года. Скромность этого храма наглядно отражает тяжёлые времена его строительства. Во второй половине VIII века Шукууп переживал глубокий кризис. Одними из основных его причин традиционно считаются стремительный рост населения в долине и интенсивная вырубка лесов. Однако в 2009 году группа исследователей подвергла эту точку зрения сомнению, найдя свидетельства того, что в этот период лесной покров в долине был ещё гуще, чем в начале истории царства. Кроме того, есть свидетельства того, что жители Шукуупа также использовали в хозяйстве обширные пространства за пределами долины Копана.
Как бы там ни было, во второй половине VIII века в Шукуупе начались тяжёлые времена. Исследования погребений этого периода показывает, что население царства стало всё чаще страдать от болезней и недоедания. Также стало уделяться всё меньше внимания обслуживанию культовых сооружений, а подношения в гробницах становились всё скромнее. 
Последним известным правителем царства Шукуупа был некий Укит-Тоок', пришедший к власти 6 февраля 822 года.
Причины краха царской власти в Шукуупе неизвестны, однако он произошёл одновременно с коллапсом всех прочих царств майя. После крушения государства все поселения долины стали жить отдельно друг от друга, её население еще сильнее сократилось, а все культурные достижения были утрачены. Позднее местные крестьяне растаскивали из руин Копана камни и использовали их в качестве материала для насыпей, на которые они ставили свои лачуги.

## Искусство

### Архитектура
Архитектура Шукуупа была в целом схожа с архитектурой прочих царств майя (ступенчатые пирамиды, платформы, террасы и т. п.), но в то же время имела свои особенности. Главной отличительной чертой шукуупской монументальной архитектуры является её чрезвычайно пышный декор.
Также для шукуупской архитектуры были характерны невысокие, в сравнении с другими царствами, пирамиды. Их карнизы были предельно просты и представляли собой два ряда выступающей каменной кладки.
В монументальной архитектуре Шукуупа использовались андезит и вулканический туф, в то время как в других царствах майя для этих целей обычно использовали известняк.
Стены зданий сооружались из смеси земли и щебня, сцементированной извёсткой. Облицовка представляла собой прямоугольные каменные блоки примерно равной величины, уложенные в строгом порядке.
Именно в Копане обнаружен самый древний известный майяский стадион для игры в мяч.
|                     |                  |                                       |                                 |                  |                                   |
| Макет центра Копана | Храм 22 в Копане | Реконструкция храма Розалила в Копане | Стадион для игры в мяч в Копане | Храм 11 в Копане | Иероглифическая лестница в Копане |

### Скульптура
Одним из главных культурных достижений Шукуупа было создание искусных резных стел, значительно выделяющихся из стел других царств майя. Обычно они представляли собой вертикальные каменные плиты с изображением правителя в полный рост, держащего в руках «ритуальную полосу», символ своей власти, и иероглифическими надписями. При этом, даже после VII века, когда в других царствах стали использоваться новые регалии — «карликовый скипетр» и небольшой круглый щит с изображением маски бога солнца, скульпторы Шукуупа остались верны архаическим традициям, и в этом царстве правители на стелах изображались исключительно с «ритуальной полосой».
Мастерам из этого царства удалось добиться того, что на некоторых стелах изображаемые фигуры выдавались из плоскости стелы примерно на три четверти. Другими особенностями шукуупских стел были стремление к округлости монумента, выпуклый рельеф, невероятная пышность, скрупулёзная проработка мелких деталей, а также акцентирование внимания на лице изображаемой фигуры. При этом лица на стелах имели явные черты индивидуальности, что в искусстве доколумбовой Америки встречается очень редко.
Ещё одними памятниками шукуупской скульптуры являются алтари. Самый примечательный из них — Алтарь Q, последовательно изображающий всех правителей царства, живших к моменту его установления.
Уникальной чертой, характерной только для скульптуры Шукуупа и Цу' (Киригуа), являются так называемые «зооморфы». Они представляли собой огромные валуны, которым придавалась форма некого мифического существа, похожего одновременно на жабу, черепаху и каймана. Спина и бока этих фигур покрывались рельефами и надписями, а в их раскрытых пастях иногда видны лицо или даже целая фигура человека. Их назначение неизвестно.
|                   |                   |                    |                         |                   |
| Стела B из Копана | Стела C из Копана | Алтарь Q из Копана | «Зооморфы» из Лос-Сапос | Стела H из Копана |

### Керамика
Обнаруженные в Копане образцы шукуупской керамики считается одними из самых выдающихся в художественном отношении во всех землях майя. Они отличаются особой живостью и лёгкостью.
Тематика росписей на керамике была различной: декоративные геометрические и растительные узоры, иероглифические надписи, животные, птицы, люди, божества и т. д. Цветовая гамма в основном была красно-желтой, контуры рисунка выделялись красным, белым или чёрным цветом.
Также известно, что в Шукуупе изготовлялись керамические курильницы для благовоний. Так, в копанском святилище Чорча были обнаружены двенадцать керамических курильниц, крышки которых выполнены в виде разных шукуупских царей.
|                                            |                                                  |                                                                   |                                          |                                          |
| Сосуд VIII—IX веков, обнаруженный в Копане | Чаша в виде головы ягуара, обнаруженная в Копане | Керамическая курильница, изображающая одного из правителей Шукупа | Погребальные урны, обнаруженные в Копане | Погребальные урны, обнаруженные в Копане |

### Прочее
Помимо всего прочего, шукуупские мастера были искусными резчиками по кости. Для изделий использовались кости как людей, так и животных. В частности, при раскопках в Копане был обнаружен покрытый тонкой резьбой череп пекари.

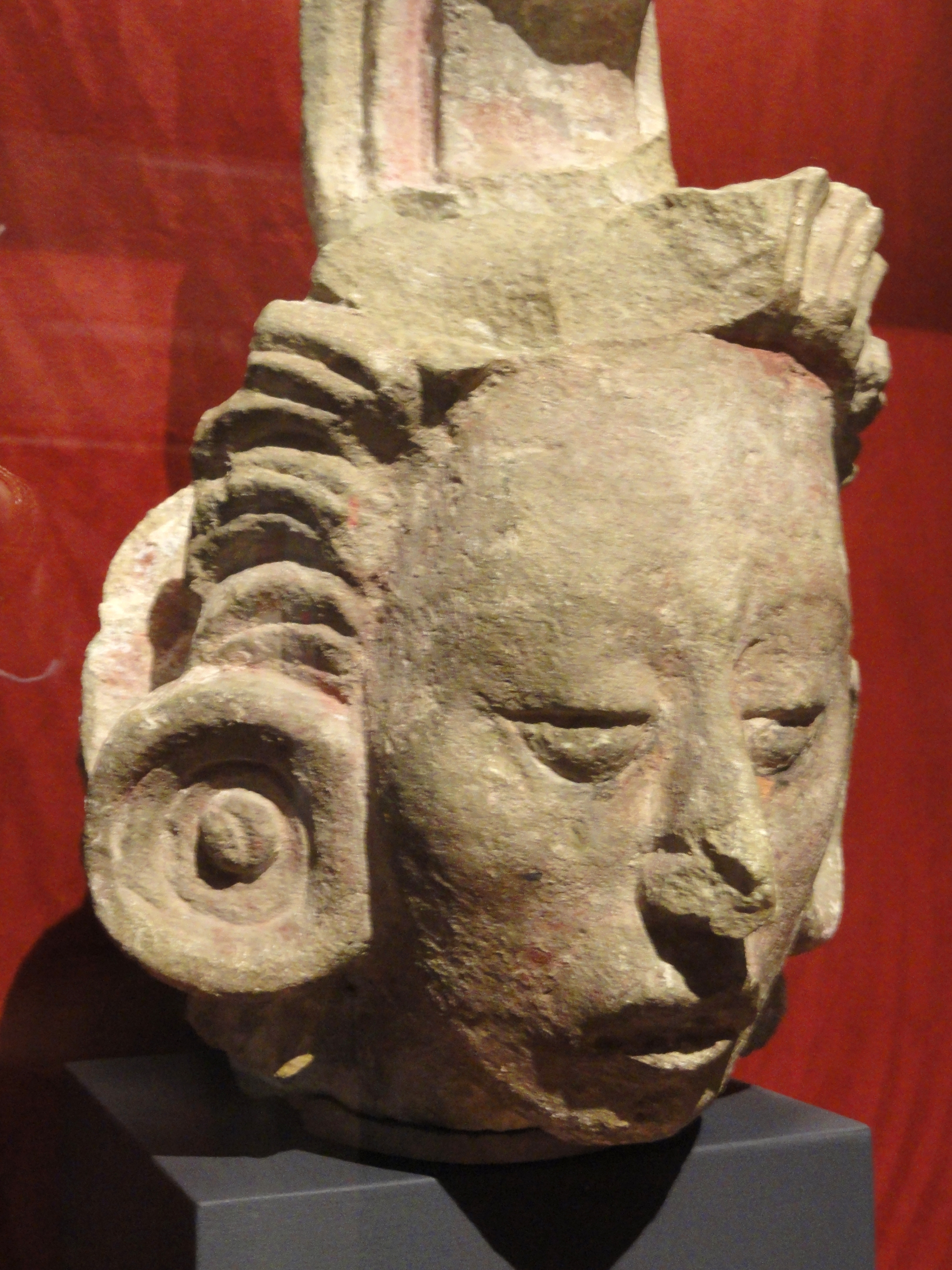
Голова молодого бога кукурузы из копанского Храма 22. Гарвардский университет, Кеймбридж

## Религия
Жители Шукуупа придерживались той же политеистической системы верований, что и жители всех прочих царств майя. При этом особое место в пантеоне занимал Ах-Мун — молодой бог кукурузы, изображавшийся как юноша в головном уборе в виде початка кукурузы, который встречается на множестве копанских монументов.
Также, в результате культурного взаимодействия, в Шукууп проникли образы некоторых теотиуаканских божеств, таких как Тлалок и Шипе-Тотек.
Известно, что для ритуалов в Шукуупе использовались такие вещества, как жидкая ртуть, киноварь и графит.
Кроме того, как и во многих других царствах майя, в Шукуупе имел место культ основателя правящей династии. Например, Алтарь Q, являющийся одним из важнейших источников по династической истории Шукуупа, был установлен именно в честь первого шукуупского царя — К’инич-Йаш-К’ук’-Мо'.

## Наука
Копан был очень важным центром научного прогресса майя, и в особенности в нём процветала астрономия. Эта наука развивалась в Шукуупе примерно с VI века и в своё время достигла там таких высот, что намного опережала уровень развития астрономии во всём остальном мире. Шукуупские жрецы-астрономы наблюдали за движением Солнца и Венеры, рассчитали в 682 году лунные месяца, а также с невероятной точностью вычислили длительность тропического года.

## Экономика

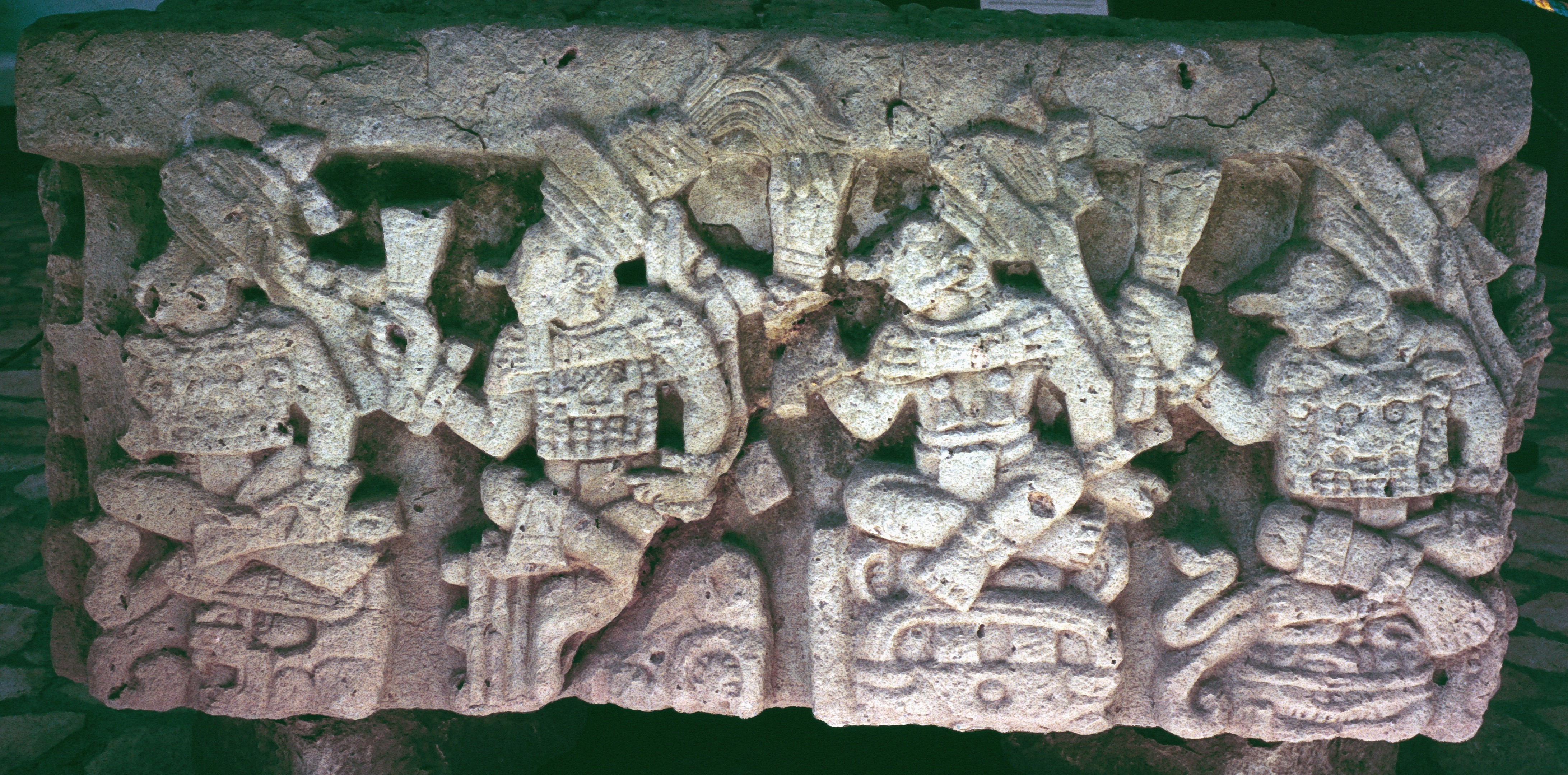
Алтарь Q, на котором изображены первые шестнадцать царей Шукуупа

Известно, что Копан был важным центром торговли и перевалочным пунктом для таких товаров, как нефрит и обсидиан.
О том, насколько широки были торговые связи Шукуупа, свидетельствуют находки из захоронений Копана. Так, при раскопках было обнаружено большое количество раковин, что ясно указывает на торговлю царства с поселениями побережья. Но что ещё более важно, среди находок есть обсидиан и пирит, свидетельствующие о торговле Шукуупа с Теотиуаканом, находившимся более чем в тысяче километров от Копана и бывшего в те времена важнейшим торговым центром во всей Мезоамерике.
Также есть находки, указывающие на существование торговых связей Шукуупа с территорией современной Панамы. В частности, под одной из копанских стел были обнаружены обломки золотой статуэтки, изготовленной в Панаме.
Кроме того, на территории самого царства, в долине реки Мотагуа, находились залежи нефрита, который был очень важным предметом роскоши в доколумбовой Мезоамерике.

## Список правителей
Список известных правителей царства Шукууп:
| №  | Имя                       | Имя на русском (дословный перевод) | Годы правления | Комментарии | Пр.    |
| -- | ------------------------- | ---------------------------------- | -------------- | --- | ------ |
| 1  | Кинич-Яш-Кук-Мо           | «Солнечный — Зеленый Кецаль-Ара»   | 426 — ок. 435  | Первый известный правитель Копана и основатель шукуупской правящей династии. Позднее был обожествлён.                                                                                   | [ 61 ] |
| 2  | К’инич-…                  | «Солнечный…                        | ок. 435 — ?    | Сын К’инич-Йаш-К’ук'-Мо. Вёл активную строительную деятельность. | [ 16 ] |
| 3  | Йа…-Чан                   | ?                                  | ?              | Известен по царскому списку «Алтаря Q». | [ 17 ] |
| 4  | Туун-Каб'-Хиш             | «Каменная Рука Ягуара»             | ?              | Известен по царскому списку «Алтаря Q». | [ 18 ] |
| 5  | Йух-?                     | ?                                  | ?              | Известен по царскому списку «Алтаря Q». | [ 18 ] |
| 6  | Муйаль(?)-Холь            | ?                                  | ?              | Известен по царскому списку «Алтаря Q». | [ 18 ] |
| 7  | Б’алам-Не’н               | «Ягуар-Зеркало»                    | 524 — 532      | Почитался последующими правителями. | [ 20 ] |
| 8  | Ви'-Йо’ль-К’инич          | ?                                  | 532 — 551      | Вёл активную строительную деятельность. | [ 21 ] |
| 9  | Сак-Лу'                   | ?                                  | 551 — 553      | Об этом правителе неизвестно ничего кроме времени правления. | [ 20 ] |
| 10 | Ци'-Б’алам                | ?                                  | 553 — 578      | Сын Б’алам-Не’на. | [ 22 ] |
| 11 | К’ак'-Ути'-Чан            | ?                                  | 578 — 628      | В его правление произошёл экономический и демографический подъём государства. Особо почитался последующими правителями.                                                                 | [ 23 ] |
| 12 | К’ак'-Ути'-Виц'-К’авииль  | ?                                  | 628 — 695      | Прожил 91 год — дольше всех прочих правителей Шукуупа. | [ 25 ] |
| 13 | Вашаклахун-Убах-Кавиль    | «Восемнадцать Ликов К’авииля»      | 695 — 738      | На его правление пришёлся наивысший расцвет Шукуупа. В то же время при нём царство было разгромлено взбунтовавшимся вассалом (царством Цу' со столицей в Киригуа) и вверглось в упадок. | [ 27 ] |
| 14 | К’ак'-Хоплах-Чан-К’авииль | «Обжигает Небо К’авииль»           | 738 — 749      | Правил во времена глубочайшего кризиса, вызванного недавним поражением в войне. | [ 32 ] |
| 15 | К’ак'-Йипйах-Чан-К’авииль | «Умножает Огонь в Небе К’авииль»   | 749 — 763      | Смог частично преодолеть последствия послевоенного кризиса. | [ 32 ] |
| 16 | Йаш-Пасах-Чан-Йо’паат     | «Первое Утро Небесного Йо’паата»   | 763 — ок. 810  | Не принадлежал к правящей династии по мужской линии. | [ 35 ] |
| 17 | Укит-Тоо'к'               | «Хозяин Кремня»                    | 822 — ?        | Последний известный правитель Шукуупа. | [ 40 ] |

## Комментарии
1. Иероглиф-эмблема Копана, столицы царства Шукууп. В его центре находится лигатура слоговых знаков, читающаяся как xu-ku-pi и обозначающая данное царство.
2. ↑  Иероглиф-эмблема Копана, столицы царства Шукууп. В его центре находится лигатура слоговых знаков, читающаяся как xu-ku-pi и обозначающая данное царство.
3. ↑  «Холмы Агавы» — полулегендарная прародина, из которой вели своё происхождение правители Мутуля (Тикаль), Кануля (Калакмуль) и Пачана (Яшчилан). Их местоположение неизвестно.
4. ↑  В научной литературе иногда именуется К’инич-Пополь-Холем, но это только условное прозвище.
5. ↑  Ранее возведение Розалилы приписывалось Ци'-Б’аламу, десятому царю Шукуупа.
6. ↑  Ранее предполагалось, что на Алтаре Q изображен съезд астрономов, но эта версия впоследствии оказалась ошибочной.

### На русском языке

#### Монографии
- Веретенников А. М. Города майя и ацтеков. — М.: Вече, 2003.
- Гуляев В. И. Города-государства майя. (Структура и функции города в раннеклассовом обществе). — Наука, 1979. — 304 с.
- Гуляев В. И. Древние Майя. Загадки погибшей цивилизации. — Знание, 1983.
- Кинжалов Р. В. Искусство древних майя. — Л.: Искусство, 1968.
- Кинжалов Р. В. Культура древних майя. — Л.: Наука, 1971.

#### Статьи
- Беляев Д. Д., Токовинин А. А. Сакральная власть майяских царей (III–IX вв. н.э.) // Сакрализация власти в истории цивилизаций. — М., 2005.
- Территория майя // История человечества / М. А. Аль-Бахит, Л. Базен и С. М. Сиссоко. — ЮНЕСКО, Магистр-пресс, 2003. — Т. 4. VII—XVI века. — ISBN 5-89317-156-X.

### На английском языке
- Andrews, E. Wyllys, Ed.; Fash, William L., Ed. Copan: The History of an Ancient Maya Kingdom. — Santa Fe: School of American Research Press, 2004.
- Bell, Ellen E., Canuto, Marcello A., Sharer, Robert J. Understanding Early Classic Copan. — Philadelphia: University of Pennsylvania Museum of Archaeology and Anthropology, 2004.
- Fash, William L. Scribes, Warriors and Kings: The City of Copán and the Ancient Maya. — New York: Thames and Hudson, 1991.
- Мартин, Саймон, Грубе, Николай. Chronicle of the Maya Kings and Queens: Deciphering the Dynasties of the Ancient Maya. Second edition. — L.; N. Y., 2008.
- Стюарт, Давид. The Beginnings of the Copan Dynasty: A Review of the Hieroglyphic and Historical Evidence // Understanding Early Classic Copan / Ellen E. Bell, Marcello A. Canuto, and Robert J. Sharer. — University of Pennsylvania Museum of Archaeology and Anthropology, 2004.

### На русском языке
- Беляев Д. Д. История майя в классический период: общий очерк. «МесоАмерика.Ru». Дата обращения: 15 сентября 2014.
- Беляев, Дмитрий Дмитриевич; Токовинин А. А.: . Копан. «МесоАмерика.Ru». Дата обращения: 15 сентября 2014. Архивировано из оригинала 17 апреля 2013 года.

### На английском языке
- Cameron L. McNeil, David A. Burney, Lida Pigott Burney. Evidence disputing deforestation as the cause for the collapse of the ancient Maya polity of Copan, Honduras (англ.) // Proceedings of the National Academy of Sciences of the United States of America : journal. — 2010. — January (vol. 107). — P. 1017—1022.
- Zach Zorich. The Man Under the Jaguar Mountain (англ.) // Archaeology : magazine. — 2009. — September/October (vol. 62).